# Stenotrema burringtoni
Stenotrema burringtoni är en snäckart som beskrevs av Johann Friedrich Carl Grimm 1971. Stenotrema burringtoni ingår i släktet Stenotrema och familjen Polygyridae. Inga underarter finns listade i Catalogue of Life.